# Taifali
I Taifali (Taifalae, Tayfali o Theifali) furono un popolo barbaro insediatosi durante il tardo impero romano (IV secolo) nel Poitou. Servirono l'esercito romano, e in seguito quello merovingio, nel ruolo di dediticii e laeti. Si trattava di un popolo nomade e bellicoso, che combatteva in prevalenza tramite l'uso della cavalleria.

## Storia

### Insediamento in Oltenia
Una delle prime citazioni dei Taifali li pone al seguito del re goto Cniva durante la sua campagna in Dacia e Mesia, negli anni 250 e seguenti. Probabilmente non si trattava di Germani (nonostante alcune fonti li considerino molto legati ai Goti), ma piuttosto legati ai Sarmati, con cui migrarono dalle steppe dell'Asia centrale. Altri li identificano con i Vandali Lacringi che combatterono ai tempi delle guerre marcomanniche a nord della provincia della Dacia porolissensis.
Alla fine del III secolo si insediarono sul Danubio, su entrambi i versanti dei Carpazi, condividendo il territorio con i Goti, che mantennero il controllo politico sulle montagne. Nella primavera del 291 siglarono una speciale alleanza con i Tervingi (Goti), formando una confederazione tribale che durò fino al 376, e combattendo i Vandali ed i Gepidi: «Tervingi, pars alia Gothorum, adiuncta manu Taifalorum, adversum Vandalos Gipedesque concurrunt». Insieme con i Victufali, i Taifali ed i Tervingi furono le tribù citate quali proprietarie dell'ex provincia romana della Dacia dal 350 "ad un tempo molto tardo". Le prove archeologiche suggeriscono che i Gepidi si stessero contendendo la Transilvania, la regione attorno al Someș, con Tervingi e Taifali. I Taifali divennero in seguito foederati dei Romani, da cui in cambio ottennero il diritto di insediarsi in Oltenia. In quel tempo erano un popolo indipendente della Gothia.
Nel 328, Costantino I conquistò l'Oltenia ed i Taifali, approfittandone probabilmente per spostarne un buon numero in Frigia, nella diocesi di Nicola di Myra. Nel 332 egli spedì il proprio figlio Costantino II ad attaccare i Tervingi, che nel frattempo avevano migrato. Secondo Zosimo (ii.31.3), un reggimento di cavalleria Taifali composto da 500 uomini affrontò i Romani in una "battaglia in movimento", e non ci sono prove sul fatto che terminò con una sconfitta. Nondimeno, i Taifali finirono nelle mani dei Romani proprio in questo periodo.
Attorno al 336 si rivoltarono contro Costantino, e la ribellione venne repressa dai generali Herpylion, Virius Nepotianus ed Ursus. Dal 358 i Taifali divennero dei foederati indipendenti di Roma, e l'Oltenia uscì dal controllo romano. Come alleati di Roma, lanciarono campagne partendo dalle proprie basi in Oltenia, scontrandosi con i Limiganti (358 e 359) e con i Sarmati (358). Le campagne contro i Tervingi guidate dall'imperatore Valente nel 367 e nel 368 vennero bloccate dalle resistenze trovate nell'indipendente Oltenia. È possibile che i Taifali, in quel momento, fossero impegnati in una guerra contro i Goti Nel 365 l'imperatore ordinò la costruzione di torri difensive in Dacia Ripensis, ma non è chiaro se si trattasse dell'Oltenia. Le prove archeologiche non mostrano sedes Taifalorum (insediamenti dei Taifali) ad ovest del fiume Olt.

### Attraversamento del Danubio
Con Iazigi e Carpi, i Taifali stavano creando problemi nella provincia romana della Dacia durante il IV secolo. L'arrivo di un nuovo pericolo (Unni occidentali) dall'Asia centrale cambiò lo schema politico della Dacia: "gli Unni si scagliarono contro gli Alani, gli Alani contro i Goti, ed i Goti contro i Taifali ed i Sarmati." Atanarico rifiutò di allargare le sue difese al territorio dei Taifali, e gli Unni obbligarono i Taifali ad abbandonare l'Oltenia e la Muntenia occidentale nel 370. I Taifali si allearono con i Grutungi di Farnobius contro Roma; attraversarono il Danubio nel 377, ma vennero sconfitti alla fine dell'autunno dello stesso anno. In seguito alla sconfitta, l'imperatore Graziano lasciò insediare le loro tribù nel territorio di Parma, spopolato a causa di precedenti conflitti. I Taifali erano il gruppo preminente tra i sopravvissuti della coalizione di Farnobius. Dopo la vittoria gota di Adrianopoli (378) sotto a Fritigerno, il re Tervingio Atanarico assalì i Taifali. Atanarico non incluse i Taifali tra le proprie forze difensive contro gli Unni (376). La rottura dell'alleanza tra Tervingi e Taifali potrebbe aver avuto a che fare con disaccordi sulle tattiche da usare contro gli Unni, e sull'attraversamento del Danubio. Infatti i Taifali erano cavalieri, mentre i Tervingi erano fanti.
Prima della propria conversione al Cristianesimo, Ammiano Marcellino scrisse:
(Ammiano Marcellino, 31.IX.v)
Probabilmente i Taifali non divennero mai ariani. La conversione al cattolicesimo avvenne probabilmente durante l'evangelizzazione romana del V secolo.

### Coloniielaetidell'impero

Il motivo "dragone e perla" degli scudi dell'unità di Equites Taifali della Britannia. Il dragone era blu, come la perla centrale. L'alone attorno alla perla era invece rosso. Lo sfondo era bianco

In seguito alla loro sconfitta ed alla caduta sotto ad Atanarico, i Taifali vennero ufficialmente spostati come colonii con l'obiettivo di coltivare le terre dell'Impero in Italia settentrionale (Modena, Parma, Reggio Emilia, Emilia - pare che rimanga traccia della loro permanenza nel toponimo Tivoli, nel locale dialetto bolognese Taîval, località in comune di San Giovanni in Persiceto, in provincia di Bologna) ed in Aquitania per decisione del generale vittorioso, Frigerido. L'Oltenia abbandonata fu colonizzata dagli Unni nel 400 circa. Alcuni Taifali si allearono con gli Unni attorno al 378, ed alcuni erano ancora con loro durante la Battaglia dei Campi Catalaunici (451). La vittoria di Adrianopoli del 378 vide affrontarsi i Taifali che rimasero con i Visigoti con i propri cugini dei Campi Catalaunici. Nel 412 i Taifali entrarono in Aquitania al seguito dei Visigoti.
I Taifali vennero spesso associati con i Sarmati e con i Citrati iuniores dai Romani e, successivamente, da Clodoveo I. Secondo il Notitia dignitatum di inizio V secolo, esistette un'unità chiamata Equites Taifali creata da Onorio sotto il comando del Comes Britanniarum, in Britannia, tra il 395 ed il 398. Probabilmente quest'unità venne spedita in Britannia da Stilicone nel 399, e potrebbe essere la stessa unità citata come Equites Honoriani seniores ed esistita nello stesso periodo. L'Equites Honoriani Taifali seniores servì in Britannia mentre L'Equites Honoriani Taifali iunores operò in Gallia sotto al Magister equitum. Essi usarono il "dragone e perla" come emblema sui propri scudi.

### Presenza nella Gallia merovingia
Anche secondo il Notitia, esistette una praefectus Sarmatarum et Taifalorum gentilium, Pictavis in Galia, ovvero un prefetto di Poitiers in Gallia. La regione di Poitou venne chiamata anche Thifalia o Theiphalia (Theofalgicus) nel VI secolo. I Taifali furono un punto chiave nella vittoria sulla cavalleria Visigota nella battaglia di Vouillé del 507. Infine, il Notitia fa riferimento ad una truppa chiamata Comites Taifali creata dall'imperatore Teodosio il Grande che fu al servizio dell'impero romano d'Oriente.
Sotto i Merovingi, Theiphalia ebbe un proprio Dux (duca). È possibile che i Taifali laeti che servirono i Romani siano poi stati anche una guarnigione dei Franchi, ma non si trova traccia di questo nelle fonti primarie. I laeti vennero formalmente integrati tra i militari merovingi al tempo di Childeberto I. Gregorio di Tours, principale fonte per i Taifali del VI secolo, dice che un certo dux franco di nome Austrapio "oppresse" i Taifali (probabilmente nelle vicinanze di Tiffauges); essi si rivoltarono e lo uccisero. L'ultima citazione dei Taifali nei panni di una gens distinta risale al 565, anche se i rimasugli di Oltenia presero parte alla migrazione dei Longobardi conclusasi con l'invasione dell'Italia nel 568.
Il più famoso Taifali fu Senoch, che fondò un'abbazia presso le rovine romane oggi chiamate Saint-Senoch. L'influenza dei Taifali si estese fino al IX secolo e le loro fortezze, come Tiffauges e Lusignano, continuarono ad essere usate dai Carolingi. È stato anche ipotizzato che i Taifali ed i Sarmati, asiatici, abbiano influenzato le arti germaniche. Lasciarono il segno anche nella nomenclatura comunale della regione: oltre a Tiffauges, citata prima, si trovano Taphaleschat in Corrèze, Toufailles e Toufailloux in Aquitania, e Chauffailles (ex Taïfailia) in Borgogna. Può darsi che anche la città di Tafalla, in Navarra, debba il nome a questo popolo ma, se fosse così, non si sa se i Taifali si siano stabiliti in Hispania (probabilmente scacciando i Baschi) durante l'alleanza coi Romani prima del 412, o con i Visigoti in seguito. Anche la città di Taivola in Italia settentrionale fu un insediamento Taifali.